# Kusakowate Kuby
Kusakowate Kuba – ogół taksonów chrząszczy z rodziny kusakowatych (Staphylinidae), których występowanie stwierdzono na terenie Kuby.

## Kiepurki(Euaesthetinae)
Z Kuby wykazano:
- Edaphus cubanus
- Edaphus ferdinandae
- Edaphus infidus
- Edaphus juanae
- Euaesthetus americanus
- Euaesthetus chantali
- Euaesthetus columbus
- Euaesthetus cubanus
- Euaesthetus juanaensis
- Euaesthetus pugetensis
- Octavius bermudezi
- Tamotus femoratus

## Kusaki(Staphylininae)

### Diochini
Z Kuby wykazano:
- Diochus nanus

### Staphylinini
Z Kuby wykazano:

- Acylophorus hatuey
- Acylophorus insulanus
- Atanygnathus laticollis
- Belonuchus agilis
- Belonuchus gagates
- Belonuchus rufipennis
- Cafius bistriatus
- Cafius caribeanus
- Cafius rufifrons
- Cafius subtilis
- Creophilus maxillosus
- Gabronthus maritimus
- Gabronthus mgogoricus
- Heterothops rambouseki
- Holisus debilis
- Holisus laevis
- Neobisnius demmeli
- Neobisnius humilis
- Neobisnius nigrocoeruleus
- Philonthus alumnus
- Philonthus caribaeus
- Philonthus discoideus
- Philonthus figulus
- Philonthus flavolimbatus
- Philonthus havaniensis
- Philonthus hepaticus
- Philonthus neptunus
- Philonthus rufulus
- Philonthus varians
- Philonthus ventralis
- Platydracus tomentosus
- Remus pruinosus

### Wydłużaki(Xantholinini)
Z Kuby wykazano:
- Lithocharodes cameroni
- Lithocharodes floridanus
- Lithocharodes rambouseki
- Neohypnus attenuatus
- Neohypnus humeralis
- Neoxantholinus testaceipennis
- Neoxantholinus variabilis
- Phacophallus parumpunctatus
- Stenolinus macrothrichus
- Xantholinus beattyi
- Xantholinus cubensis
- Xantholinus impunctus

## Kozubki(Oxytelinae)
Z Kuby wykazano:

- Anotylus glareosus
- Anotylus insignitus
- Anotylus scorpio
- Anotylus tetracarinatus
- Anotylus vinsoni
- Bledius beattyi
- Bledius ceratus
- Bledius cubensis
- Bledius mandibularis
- Bledius semiferrugineus
- Carpelimus aequalis
- Carpelimus aridus
- Carpelimus conformis
- Carpelimus corticinus
- Carpelimus cubensis
- Carpelimus demmeli
- Carpelimus discipennis
- Carpelimus dissonus
- Carpelimus flavipes
- Carpelimus fulvipes
- Carpelimus haplomus
- Carpelimus imitator
- Carpelimus phaios
- Carpelimus politus
- Carpelimus prolixus
- Carpelimus sericeus
- Carpelimus varicornis
- Oxytelus incisus
- Platystethus spiculus
- Thinobius nitidulus
- Thinobius opaculus
- Thinobius ornatus
- Thinobius torrei
- Thinodromus croceipes
- Thinodromus smithi

## Leptotyphlinae
Z Kuby wykazano:
- Cubanotyphlus jimenezi
- Cubanotyphlus poeyi

## Łodziki(Scaphidiinae)
Z Kuby wykazano:
- Cyparium flavosignata
- Scaphisoma bicinctum
- Scaphisoma cubense
- Scaphisoma nitidulum

## Marniki(Pselaphinae)
Z Kuby wykazano:
- Berdura leavitti
- Briaraxis depressa
- Bythinogaster bisphaeroides
- Bythinogaster parsonsi
- Caccoplectus schwarzi
- Ctenistodes weberi
- Decarthron arcuatum
- Decarthron pectinale
- Decarthron unifovealatum
- Ephimia cubensis
- Fustiger barroi
- Fustiger schwarzi
- Fustiger stricticornis
- Lemelba millsi
- Pselaptus longiclavus
- Reichenbachia bisinuata
- Reichenbachia darlingtoni
- Reichenbachia truncata

## Megalopsidiinae
Z Kuby wykazano:
- Megalopinus rambouseki

## Myśliczki(Steninae)
Z Kuby wykazano:
- Stenus bakeri
- Stenus callosus
- Stenus columbus
- Stenus cubensis
- Stenus gentilis
- Stenus paludivagans
- Stenus podagricus
- Stenus sectilifer

## Piesty(Piestinae)
Z Kuby wykazano:
- Hypotelus insulanus
- Piestus minutus
- Piestus penicillatus
- Piestus pygmaeus
- Piestus sulcatus

## Rydzenice(Aleocharinae)

### Aleocharini
Z Kuby wykazano:
- Aleochara lateralis
- Aleochara notula
- Aleochara puberula
- Aleochara verberans

### Athetini
Z Kuby wykazano:
- Atheta sordidula
- Atheta longifrons
- Trichiusa ursina

### Deinopsini
Z Kuby wykazano:
- Adinopsis myllaenoides

### Falagriini
Z Kuby wykazano:
- Guajira cubana

### Homalotini
Z Kuby wykazano:
- Brachychara palliditarsis
- Bolitochara cinctigastra
- Cephaloxynum rambouseki
- Coenonica puncticollis
- Diestota ambiguum
- Diestota braziliana
- Diestota luederwaldti
- Diestota obscuricollis
- Diestota melanura
- Diestota sperata
- Eumicrota cornuta
- Gyrophaena atomaria
- Heterota plumbea
- Phanerota cubensis
- Stictalia unicolor
- Xenobiota bernhaueri

### Hoplandrini
Z Kuby wykazano:
- Hoplandria aemula
- Hoplandria pacei
- Tinotus cavicollis

### Hypocyphtini
Z Kuby wykazano:
- Holobus cadaverina
- Holobus caribae
- Holobus humboldti
- Holobus luteicornis
- Holobus minuta
- Holobus multicarinata
- Holobus zonata
- Oligota centralis
- Oligota chrysopyga
- Oligota maculicornis
- Oligota parva
- Oligota rhopalocera
- Oligota testaceorufa
- Oligota tricolor

### Lomechusini
Z Kuby wykazano:
- Meronera albicincta
- Zyras distinctus

### Mesoporini
Z Kuby wykazano:
- Anacyptus testaceus

### Myllaenini
Z Kuby wykazano:
- Myllaena potowatomi

### Oxypodini
Z Kuby wykazano:
- Neolara cubana
- Phloeopora occidentalis

### Placusini
Z Kuby wykazano:
- Euvira cubana
- Euvira debilis

## Skorogonki(Tachyporinae)
Z Kuby wykazano:
- Bryoporus aciculatus
- Bryoporus cubanus
- Bryoporus seriatus
- Coproporus apicalis
- Coproporus cinctiventris
- Coproporus hepaticus
- Coproporus nitidulus
- Coproporus pulchellus
- Coproporus rutilus
- Coproporus segnis
- Coproporus terminalis
- Coproporus vicinus
- Sepedophilus interruptus

## Świeżacinki(Omaliinae)
Z Kuby wykazano:
- Omalium cubanum
- Phloeonomus pedicularius

## Walgierze(Osoriinae)
Z Kuby wykazano:

- Clavilispinus exiguus
- Clavilispinus megacephalus
- Clavilispinus politus
- Eleusis darlingtoni
- Espeson moratus
- Holotrochus minor
- Lispinus cordobensis
- Lispinus cubensis
- Lispinus insularis
- Lispinus laticollis
- Lispinus striola
- Mimogonus fumator
- Nacaeus dejectus
- Nacaeus fauvelli
- Nacaeus impar
- Nacaeus irregularis
- Nacaeus laetus
- Nacaeus nigrifrons
- Nacaeus opacus
- Nacaeus spegazzinii
- Nacaeus tenellus
- Nacaeus tenuis
- Osorius buscki
- Osorius crenulifrons
- Osorius cubensis
- Osorius darlingtoni
- Osorius eggersi
- Osorius exiguus
- Osorius haitiellus
- Osorius latipes
- Osorius manni
- Osorius micros
- Osorius oriente
- Osorius schwarzi
- Osorius socors
- Osorius strictus
- Osorius turquinus
- Thoracophorus brevicristatus
- Thoracophorus guadelupensis

## Żarlinki(Paederinae)
Z Kuby wykazano:

- Achenomorphus cubensis
- Achenomorphus suturalis
- Araeocerus parvipennis
- Astenus cubensis
- Biocrypta cubensis
- Echiaster microps
- Echiaster waterhousei
- Homaeotarsus albipes
- Homaeotarsus solus
- Homaeotarsus testaceipes
- Lathrobium rubidum
- Lathrobium tetricum
- Lithocharis dorsalis
- Lithocharis heres
- Lobrathium discolor
- Lobrathium odium
- Medon cordatum
- Medon cubanum
- Medon schwarzi
- Ochthephilum atlanticum
- Ochthephilum darlingtoni
- Orus cameroni
- Paederus zayasi
- Palaminus anacoreta
- Palaminus bermudezi
- Palaminus bruchianus
- Palaminus coriaceus
- Palaminus hylaeus
- Palaminus peralutaceus
- Palaminus pilum
- Palaminus rosariensis
- Pinophilus aguayoi
- Pinophilus cubanus
- Pinophilus flavipes
- Pinophilus schwarzi
- Pinophilus subterraneus
- Pseudolathra margipallens
- Pseudolathra nitidum
- Rugilus coprophilus
- Scopaeus angusticollis
- Scopaeus antennalis
- Scopaeus darlingtoni
- Scopaeus filum
- Scopaeus illustris
- Scopaeus marginatus
- Scopaeus rambouseki
- Sphaeronum berberum
- Stamnoderus labeo
- Stiliphacis occipitalis
- Stilomedon audanti
- Stilomedon connexus
- Stilomedon insularum
- Stilosaurus coronalis
- Suniophacis thoracica
- Suniosaurus cuadriceps
- Sunius debilicornis
- Sunius ferrugineus
- Sunius occipitalis
- Thinocharis bakeri
- Thinocharis exilis